# Kleisoúra (ort i Grekland, Epirus, Nomós Prevézis, lat 39,36, long 20,89)
Kleisoúra är en ort i Grekland.   Den ligger i prefekturen Nomós Prevézis och regionen Epirus, i den centrala delen av landet, 290 km nordväst om huvudstaden Aten. Kleisoúra ligger 500 meter över havet och antalet invånare är 311.
Terrängen runt Kleisoúra är kuperad västerut, men österut är den bergig.Runt Kleisoúra är det glesbefolkat, med 20 invånare per kvadratkilometer. Närmaste större samhälle är Filippiáda, 17,2 km söder om Kleisoúra. Trakten runt Kleisoúra består till största delen av jordbruksmark.